# 德木钦淖日
德木钦淖日，又名乌素特柴达木，是位于中国内蒙古自治区呼伦贝尔市新巴尔虎左旗乌布尔宝力格苏木西部的一个湖泊。其位置约在东经118°41′，北纬48°12′。德木钦在蒙古语中是人名。